# 瓦西里基夫站
瓦西里基夫站（羅馬化：Vasylkivska,  （ⓘ））是基輔地鐵奧博隆-特列姆基線的一個車站，站名取自於瓦西里基夫街。瓦西里基夫站開通於2010年12月15日。